# Сульфосоли
Сульфосоли — минералы, химически являющиеся солями тиокислот (не сульфокислот) и представляющие собой сернистые аналоги солей кислородных кислот, в которых кислород заменён серой. Правильное название — тиосоли.

## Разновидности
Выделяются минералы — соли тиомышьяковистой H3[AsS3], тиосурьмянистой H3[SbS3] и тиовисмутистой H3[BiS3] кислот. Более редки соли тиомышьяковой H3[AsS4], тиосурьмяной H3[SbS4], тиованадиевой H3[VS4] и тиооловянной H3[SnS4] кислот. По-видимому, существуют соли тиогерманиевой H3[GeS3] кислоты. Соли соответственно называются тиоарсенитами, тиоантимонитами, тиованадатами, тиостаннатами и тиогерманатами. Набор металлов играющих роль оснований очень велик: Cu, Ag, Pb, очень редко Hg, Fe, Ni, Mn, Tl. Изоморфные примеси представлены Zn, Co, Te и др.

## Свойства
Характер химической связи в сульфосолях как ионный, так и ковалентный. Основной структурной единицей являются радикалы [SbS3]3− , [AsS4]3− и тому подобные, имеющие формы пирамид и тетраэдров. Структура большинства сульфосолей не расшифрована. Большая их часть кристаллизуется в моноклинной и ромбической сингониях. Габитус кристаллов игольчатый до призматического, нередки таблитчатые формы. Более половины сульфосолей обладают совершенной или средней спайностью. Большинство сульфосолей весьма хрупки. Цвет: преобладает серый, различных оттенков. Блеск металлический, редко алмазный. Твердость около 2,5, не превышает 4. Удельный вес 3,6—8,8, обычно 5—7. Непрозрачны, некоторые, главным образом тиоарсениты, просвечивают в тонких осколках. Для сульфосолей характерна невысокая, по сравнению с сульфидами отражающая способность, для большинства слабое двуотражение и сильная анизотропия. У ряда сульфосолей — внутренние рефлексы обычно тёмно-красные, наиболее сильные у мышьяковых солей.

## Происхождение (генезис)
Все сульфосоли образуются в гидротермальных условиях, очень редко в пегматитах и в зонах окисления сульфидных месторождений. для сульфосолей характерна приуроченность к образованиям приповерхностных и малых, реже средних глубин. Большинство сульфосолей встречаются в низко- среднетемпературных месторождениях Ag, Sb, As, Pb-Zn, Ag-Sn.
В общей систематике минералов сульфосоли занимают место подкласса в классе «Сернистые соединения и их аналоги», иначе называемого Сульфиды и сульфосоли. Иногда некоторые из них называют сложными сульфидами, что неверно (А. И. Пертель).